# Олесницкий, Збигнев

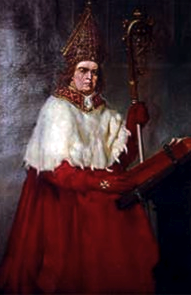
Портрет работы Яна Бонковского

Зби́гнев Олесни́цкий (пол. Zbigniew Oleśnicki; 5 декабря 1389, Сенно — 1 апреля 1455, Сандомеж) — польский церковный и государственный деятель. Епископ краковский (с 1423 года), первый кардинал польского происхождения (с 1439 года).
Принимал участие в управлении государством сначала как королевский секретарь при короле Владиславе II Ягайло, затем регент при Владиславе III Варнском (1434—1444), руководил страной в период междуцарствия (1444—1447).
Знатного происхождения, в возрасте 20 лет поступил на службу к королю Владиславу II, возвысился после участия в Грюнвальдской битве в 1410 году, став членом королевского тайного совета. В 1412 году посвящён в сан священника. 9 июля 1423 года стал архиепископом Кракова, в 1433 году послан легатом на Базельский собор. Представляя интересы католической церкви и знати, вёл борьбу против гуситов в Польше, против сближения Польши с Чехией, с которой польские гуситы и сочувствовавшие им Витовт, Ягайло и их сторонники планировали заключить унию с признанием короля Польши или его вассала - великого князя Литвы — королём Чехии (польские представители на Констанцском соборе защищали ещё Яна Гуса, 8 лет на стороне гуситов воевало большое литовско-русское войско, направленное Витовтом). Это подорвало бы позиции католической церкви Польши, привело бы к разрыву с Римом и могло бы вызвать реформу слабой ещё католической церкви Литвы (где прихожане недавно перешли в католицизм из язычества или православия, к которому пытались присоединиться гуситы) и ряда других земель самой Польши по гуситскому образцу. Но содействовал установлению унитарных связей с Литвой и Венгрией, в 1440 году при его участии заключена польско-венгерская уния. В марте 1430 года добился ограничения королевской власти в обмен на признание магнатами Владислава III наследником престола, что стало прецедентом для избрания на престол польских королей сеймом.
18 декабря 1439 года папой Евгением IV назначен кардиналом, что усилило позиции Олесницкого в Польше. После гибели Владислава III в походе против турок в 1444 году фактически стоял во главе государства до избрания в 1447 году на престол Казимира IV Ягеллончика.
Способствовал развитию образования, особенно в Краковском университете. Для борьбы  с гуситами призвал в Краков Иоанна Капистранского и францисканцев.